# Borne milliaire de Saint-Aunès
La borne milliaire de Saint-Aunès est une borne milliaire de France.

## Localisation
La borne est située sur la commune de Saint-Aunès dans le département de l'Hérault.

## Historique
La borne est classée au titre des monuments historiques en 1911.